# Richard Holmes
Brigadeiro Edward Richard Holmes CBE (Aldridge, 29 de março de 1946 — Hampshire, 30 de abril de 2011) foi um soldado britânico e notório historiador militar, particularmente conhecido por sua muitas aparições na televisão. Ele era professor de Estudos Militares e de Segurança na Universidade Cranfield desde 1995 e co-diretor do Cranfield's Security and Resilience Group desde 1989.